# Morton's The Steakhouse
A Morton's The Steakhouse é uma cadeia de restaurantes de bifes com filiais nos Estados Unidos e franquias no exterior, fundada em Chicago em 1978. É uma subsidiária integral da Landry's.

## História
O Morton's foi co-fundado em 1978 por Arnold J. Morton e Klaus Fritsch. Antes de se tornarem amigos e empresários de restaurantes, Morton e Fritsch trabalharam juntos no Playboy Club em Montreal, Quebec, Canadá. Enquanto o clube estava mudando seu cardápio, Fritsch preparou um hambúrguer para Morton experimentar. Morton disse que o hambúrguer era o melhor que ele já havia provado. Juntos, eles abriram o Morton's of Chicago no Newberry Plaza, em Downtown Chicago. O local original fechou em novembro de 2020 como resultado da pandemia de COVID-19.
Em 1987, o Morton's, então com US$ 15 milhões em vendas e nove restaurantes nos Estados Unidos, foi vendido por US$ 12,4 milhões para a empresa de capital de risco Quantum Restaurant Group, Inc. em parceria com a corretora de Baltimore, Alex. Brown & Sons. Fritsch permaneceu como presidente.
Em dezembro de 2011, Tilman Fertitta, presidente, CEO e único proprietário da Landry's, Inc., anunciou que sua empresa havia adquirido todas as ações da Morton's, assumindo a propriedade total. Em 2012, a Landry's concluiu a aquisição e transferiu as operações da empresa para sua própria sede em Houston.

### Apoio a Brett Kavanaugh
Em julho de 2022, o juiz da Suprema Corte dos Estados Unidos, Brett Kavanaugh, participou de um jantar no Morton's em Washington, D.C., mas saiu antes do prato de sobremesa devido à presença de manifestantes pró-escolha do grupo ativista “ShutDownDC” exigindo sua remoção. Kavanaugh supostamente não viu, ouviu ou encontrou os manifestantes, nem foi assediado de forma alguma. No entanto, a Morton's ficou “indignada” e ficou do lado de Kavanaugh em uma declaração à imprensa, citando o que chamou de “direito de se reunir e jantar”.
O Morton's foi posteriormente alvo de ativistas pró-escolha, recebendo uma enxurrada de reservas falsas. O diretor de operações do Morton's reconheceu que a declaração da empresa foi extremamente impopular e, segundo informações, disse aos gerentes de restaurantes que “atualmente estamos passando por uma onda maciça (tendência em 2º lugar nas mídias sociais agora) de resposta negativa aos nossos comentários de ontem”.

## Empresas afiliadas
- Bubba Gump Shrimp Company
- Cadillac Bar
- Landry's, Inc.
- Landry's Seafood
- Rainforest Cafe